# Эффект превосходства слова
Эффект превосходства слова (от лат. effectus — действие, результат) — это когнитивный феномен, при котором люди распознают буквы быстрее и точнее, когда они представлены в составе знакомых слов, по сравнению с отдельными буквами или буквами в бессмысленных наборах. Это свидетельствует о том, что восприятие письменной речи опирается не только на анализ отдельных букв, но и на контекстное предсказание слова целиком.
Этот феномен играет важную роль в изучении чтения, зрительного восприятия и моделей обработки информации. Он также имеет значение для профессионалов, занимающихся отбором объектов среди множества других, таких как сотрудники таможни, медицинские работники в диагностике, преподаватели языков и специалисты, работающие с детьми, страдающими от нарушений внимания.

## История изучения
В конце XIX века американский ученый Джеймс Маккин Кеттелл впервые представил понятие «Эффект превосходства слова».
Некоторое время спустя Уолтер Пиллсбери опубликовал результаты экспериментов, в которых участникам на очень короткое время предъявлялись слова с искажёнными — пропущенными, заменёнными или замаскированными — буквами. Испытуемые либо не замечали нарушений в написании, либо не могли точно указать, где именно произошла ошибка. На основании этих наблюдений Пиллсбери пришёл к выводу, что восприятие слова у человека ориентировано на целостный образ, а не на анализ отдельных букв.
В 1970-х годах исследование феномена продолжилось с использованием другой экспериментальной методики. Учёные начали сопоставлять точность и скорость распознавания буквы в контексте слова с распознаванием той же буквы, представленной изолированно. Результаты показали, что в составе слова буква идентифицируется значительно эффективнее, чем вне его.
На сегодняшний день эффект превосходства слова продолжает быть объектом активного изучения, в том числе в контексте феномена мигания внимания. Он заключается в том, что если человек сосредоточенно наблюдает быструю последовательность объектов и должен опознать два целевых элемента, он обычно не способен заметить второй, если тот появляется в течение примерно 500 миллисекунд после первого, поскольку когнитивные ресурсы ещё задействованы в обработке первого стимула.

### Феномен мигания внимания
Мария Фаликман и её команда из Московского государственного университета имени М. В. Ломоносова провели исследование, в ходе которого участникам демонстрировались быстрые последовательности строк, состоящих из пяти символов. В этих строках встречались как повторяющиеся символы (например, цифры), так и строки, составленные из различных букв. Задача участников зависела от типа строки: если буквы были разными, нужно было назвать центральную букву; если одинаковыми — ту, которая её составляла. В числе стимулов присутствовали как реальные слова русского языка, так и псевдослова — бессмысленные, но грамматически возможные комбинации букв. Также среди стимулов были случайные наборы букв, не соответствующие языковым закономерностям.
Строка с буквами предъявлялась сразу после строки с одинаковыми символами, тем самым моделируя условия, при которых обычно проявляется эффект мигания внимания. Интересно, что когда участникам предъявлялись настоящие слова, точность распознавания букв оказывалась значительно выше, и характерное снижение внимания практически не наблюдалось. Даже в случае псевдослов эффект мигания был ослаблен по сравнению с наборами бессмысленных букв. Эти результаты подтверждают, что наличие лексического или морфологического контекста облегчает восприятие букв, позволяя мозгу компенсировать кратковременные потери внимания

## Основные положения

### Условия проявления
Эффект проявляется в условиях кратковременной визуальной презентации стимулов и ограниченного времени на ответ. Наиболее распространённая экспериментальная парадигма включает следующие условия:
· Изолированная буква: участнику предъявляется одна буква (например, K).
· Псевдослово: бессмысленная буквенная последовательность (например, KARP).
Эффект наблюдается не только при распознавании букв в реальных словах, но и в псевдословах, особенно если они соответствуют орфографическим правилам языка .
· Слово: реальное слово (например, KITE).
После стимульной экспозиции (обычно менее 100 мс) предъявляется маска и тестовый вопрос, например: была ли третьей буквой T или P? В условиях с реальными словами участники демонстрируют наивысшую точность и скорость ответа.

### Объяснения феномена
· Интерактивная активация
Большинство теоретических объяснений эффекта превосходства слова сходятся в том, что человеку знаком визуальный облик слов и, используя накопленный опыт, он способен достраивать недостающие или искажённые элементы. Американские психологи Джеймс Макклеланд и Дэвид Румельхарт (1981) предложили объяснение, основанное на концепции взаимодействующих уровней обработки информации. Согласно их модели, когнитивная система состоит из взаимосвязанных слоёв: один отвечает за обработку визуальных признаков букв, другой — за идентификацию самих букв, а третий — за распознавание слов. Активация одного уровня способствует активации другого. Таким образом, при восприятии слова, даже если в нём частично отсутствует информация, активные связи между буквами и словом позволяют мозгу восстановить цельный образ — за счёт информации от других букв и лексического контекста.
· Параллельная обработка
Современные исследования (Adelman et al., 2010) указывают, что чтение слов происходит не последовательно (буква за буквой), а параллельно. Это делает возможным более быстрое и точное восприятие компонентов слова по сравнению с изолированными буквами или псевдословами, не обладающими стабильной конфигурацией.
· Роль фонологических и семантических связей
Некоторые модели, в частности модель множественного считывания (Grainger & Jacobs, 1996), подчёркивают, что на эффективность распознавания также влияют фонологические и семантические связи: реальные слова активируют не только орфографическое, но и фонетическое и лексическое представление, тогда как псевдослово — нет.
· Модель активации-проверки
Эта модель включает этапы кодирования, проверки и принятия решения. После первоначального восприятия стимула происходит проверка на соответствие с известными лексическими единицами, что облегчает распознавание букв в знакомых словах .
· Нейрофизиологические исследования с использованием ЭЭГ
Они подтвердили существование эффекта превосходства слова, показав, что мозг активнее реагирует на буквы в составе слов по сравнению с изолированными буквами или буквами в бессмысленных наборах.

## Критика и альтернативные объяснения
Несмотря на широкое признание, эффект превосходства слова подвергался критике:
· Методологические ограничения
Одним из основных аргументов критиков является то, что эффект проявляется преимущественно в искусственных условиях лабораторных экспериментов — при краткой экспозиции, использовании маскировки и узком спектре задач. При более естественных условиях чтения различия в распознавании букв в составе слов и вне их значительно снижаются.
· Влияние экспериментальных условий
Феномен может быть обусловлен особенностями экспериментальной методики, такими как тип маскировки или продолжительность предъявления стимулов .
· Роль внимания
Эффект может быть модифицирован в зависимости от распределения внимания, что ставит под сомнение его автоматичность .
· Различия у дислексиков
У людей с дислексией эффект превосходства слова может быть ослаблен или отсутствовать, что свидетельствует о важности лексических факторов в его проявлении .
· Кросс-языковые различия
Эффект чётко проявляется в языках с алфавитной системой письма (английский, испанский, французский), но его выраженность существенно ниже в логографических системах, таких как китайский. Это ставит под сомнение универсальность эффекта и указывает на его зависимость от специфики письменности.